# Пратовеккьо
Пратове́ккьо (итал. Pratovecchio) — упразднённая коммуна в Италии, расположена в области Тоскана, подчиняется административному центру Ареццо. Ныне является фракцией коммуны Пратовеккьо-Стия. 
Население коммуны, на 31.12.2013 года, составляло 3094 человека, плотность населения ─ 40,99 чел./км². Коммуна занимала площадь 75,44 км². 
Почтовый индекс — 52015. Телефонный код — 0575. 

## История
Муниципалитет Пратовеккьо был упразднён 1 января 2014 года, с целью создания новой коммуны Пратовеккьо-Стия. Она была создана путём объединения Пратовеккьо с соседним муниципалитетом Стия. 

## Демография
Название жителей населённого пункта — пратовеккини (итал. pratovecchini).
Динамика населения: